# Lechi (famiglia)
I Lechi o Lecchi sono una nobile famiglia italiana, originari del territorio di Lecco, furono in passato chiamati anche De Luco o Leuco. Nel XIII secolo si stabilirono nella città di Brescia.

## Storia
I Lechi furono un'importante famiglia bresciana, tra i suoi esponenti si ricordano i fratelli Teodoro e Giuseppe che servirono nelle file dell'esercito di Napoleone.

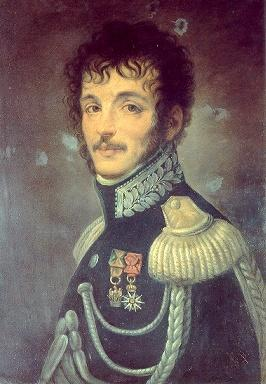
Teodoro Lechi

Risale al 1724 l'investitura del feudo di Montirone ai fratelli Pietro e Angelo Lechi da parte del vescovo di Brescia. Nel 1745 si aggiunse il feudo di Bagnolo insieme al titolo comitale.
Faustino Lechi conte e mecenate era un appassionato di arti, fu infatti lui a incominciare la maestosa collezione d'arte che si tramanderà fino ai primi del Novecento e che verrà poi donata al comune di Montichiari che la trasformerà nel museo omonimo.
Tra i personaggi illustri ospitati dai Lechi presso la dimora di Montirone vi fu anche il famoso musicista Amadeus Mozart. e [Napoleone Bonaparte] fresco di nomina a Re d'Italia.
Di questa amicizia vi è traccia in una lettera spedita dal padre Leopold Mozart alla moglie:
"Vi è a Brescia un conte Lechi, gran suonatore di violino, appassionato conoscitore e amatore di musica, presso il quale abbiamo promesso di fermarci durante il nostro viaggio di ritorno".
Nell'archivio Lechi che conserva tutti i documenti, lettere contratti appartenuti alla nobile famiglia bresciana, è stata ritrovata un'opera inedita di Alessandro Manzoni.

## Albero genealogico
|                                                                                   |                                                                                   |                   |                   |                                                  |                                                                   |                                                                   |                                                          |                                                                 |                                                                 |                                      |                                      |                                       |                                       |
|                                                                                   |                                                                                   |                   |                   | LECHI                                            |                                                                   |                                                                   |                                                          |                                                                 |                                                                 |                                      |                                      |                                       |                                       |
|                                                                                   |                                                                                   |                   |                   |                                                  |                                                                   |                                                                   |                                                          |                                                                 |                                                                 |                                      |                                      |                                       |                                       |
|                                                                                   |                                                                                   |                   |                   |                                                  |                                                                   |                                                                   |                                                          |                                                                 |                                                                 |                                      |                                      |                                       |                                       |
|                                                                                   |                                                                                   |                   |                   | Bernardino fl. 1590                              |                                                                   |                                                                   |                                                          |                                                                 |                                                                 |                                      |                                      |                                       |                                       |
|                                                                                   |                                                                                   |                   |                   |                                                  |                                                                   |                                                                   |                                                          |                                                                 |                                                                 |                                      |                                      |                                       |                                       |
|                                                                                   |                                                                                   |                   |                   |                                                  |                                                                   |                                                                   |                                                          |                                                                 |                                                                 |                                      |                                      |                                       |                                       |
|                                                                                   |                                                                                   |                   |                   | Gio. Maria fl. 1671                              |                                                                   |                                                                   |                                                          |                                                                 |                                                                 |                                      |                                      |                                       |                                       |
|                                                                                   |                                                                                   |                   |                   |                                                  |                                                                   |                                                                   |                                                          |                                                                 |                                                                 |                                      |                                      |                                       |                                       |
|                                                                                   |                                                                                   |                   |                   |                                                  |                                                                   |                                                                   |                                                          |                                                                 |                                                                 |                                      |                                      |                                       |                                       |
|                                                                                   |                                                                                   |                   |                   | FAUSTINO I                                       |                                                                   |                                                                   |                                                          |                                                                 |                                                                 |                                      |                                      |                                       |                                       |
|                                                                                   |                                                                                   |                   |                   |                                                  |                                                                   |                                                                   |                                                          |                                                                 |                                                                 |                                      |                                      |                                       |                                       |
|                                                                                   |                                                                                   |                   |                   |                                                  |                                                                   |                                                                   |                                                          |                                                                 |                                                                 |                                      |                                      |                                       |                                       |
|                                                                                   |                                                                                   | Angelo abate      | Angelo abate      | Bernardino 1680-1741                             | Bernardino 1680-1741                                              |                                                                   | PIETRO 1691-1764 1718 ⚭ Francesca Maccarinelli           | PIETRO 1691-1764 1718 ⚭ Francesca Maccarinelli                  |                                                                 |                                      |                                      |                                       |                                       |
|                                                                                   |                                                                                   |                   |                   |                                                  |                                                                   |                                                                   |                                                          |                                                                 |                                                                 |                                      |                                      |                                       |                                       |
|                                                                                   |                                                                                   |                   |                   |                                                  |                                                                   |                                                                   |                                                          |                                                                 |                                                                 |                                      |                                      |                                       |                                       |
|                                                                                   |                                                                                   |                   |                   | Bernardino Galeano                               | Bernardino Galeano                                                | FAUSTINO II 1730-1800 1765 ⚭ Doralice Bielli (1749-1819)          | FAUSTINO II 1730-1800 1765 ⚭ Doralice Bielli (1749-1819) | Galliano 1739-1799 1766 ⚭ Virginia Conforti                     | Galliano 1739-1799 1766 ⚭ Virginia Conforti                     |                                      |                                      |                                       |                                       |
|                                                                                   |                                                                                   |                   |                   |                                                  |                                                                   |                                                                   |                                                          |                                                                 |                                                                 |                                      |                                      |                                       |                                       |
|                                                                                   |                                                                                   |                   |                   |                                                  |                                                                   |                                                                   |                                                          |                                                                 |                                                                 |                                      |                                      |                                       |                                       |
| Angelo 1769-1850 ⚭ 1810 Carmelita O’ Loghlin                                      | Angelo 1769-1850 ⚭ 1810 Carmelita O’ Loghlin                                      | Giacomo           | Giacomo           | Francesca "Fanny" 1774-1806 ⚭ Francesco Ghirardi | Francesca "Fanny" 1774-1806 ⚭ Francesco Ghirardi                  | Bernardo "Bernardino" 1775-1869                                   | Bernardo "Bernardino" 1775-1869                          | TEODORO 1778-1866 1829 ⚭ Clara Martinengo Cesaresco (1801-1880) | TEODORO 1778-1866 1829 ⚭ Clara Martinengo Cesaresco (1801-1880) | Giuseppe 1766-1836 ⚭ Eleonora Siméon | Giuseppe 1766-1836 ⚭ Eleonora Siméon | Luigi 1786-1867                       | Luigi 1786-1867                       |
|                                                                                   |                                                                                   |                   |                   |                                                  |                                                                   |                                                                   |                                                          |                                                                 |                                                                 |                                      |                                      |                                       |                                       |
|                                                                                   |                                                                                   |                   |                   |                                                  |                                                                   |                                                                   |                                                          |                                                                 |                                                                 |                                      |                                      |                                       |                                       |
| Doralice Teodora ⚭ Giovanni Martinengo Villagana ⚭ Giorgio Barbiano di Belgioioso | Doralice Teodora ⚭ Giovanni Martinengo Villagana ⚭ Giorgio Barbiano di Belgioioso |                   |                   |                                                  |                                                                   |                                                                   |                                                          | FAUSTINO III 1831-1870 1863 ⚭ Giulia Malabaila di Canale        | FAUSTINO III 1831-1870 1863 ⚭ Giulia Malabaila di Canale        |                                      |                                      |                                       |                                       |
|                                                                                   |                                                                                   |                   |                   |                                                  |                                                                   |                                                                   |                                                          |                                                                 |                                                                 |                                      |                                      |                                       |                                       |
|                                                                                   |                                                                                   |                   |                   |                                                  |                                                                   |                                                                   |                                                          |                                                                 |                                                                 |                                      |                                      |                                       |                                       |
|                                                                                   |                                                                                   |                   |                   |                                                  | TEODORO 1864-1939 1889 ⚭ Maria Livia Valotti dei conti di Monzone | TEODORO 1864-1939 1889 ⚭ Maria Livia Valotti dei conti di Monzone |                                                          | Clara 1870                                                      | Clara 1870                                                      |                                      |                                      | Alfredo 1867-1901 1892 ⚭ Anna Vignati | Alfredo 1867-1901 1892 ⚭ Anna Vignati |
|                                                                                   |                                                                                   |                   |                   |                                                  |                                                                   |                                                                   |                                                          |                                                                 |                                                                 |                                      |                                      |                                       |                                       |
|                                                                                   |                                                                                   |                   |                   |                                                  |                                                                   |                                                                   |                                                          |                                                                 |                                                                 |                                      |                                      |                                       |                                       |
| ANTONIO 1901-1977 1929 ⚭ Elisabetta Bettoni Cazzago (1904)                        | ANTONIO 1901-1977 1929 ⚭ Elisabetta Bettoni Cazzago (1904)                        | Teodora 1896-1898 | Teodora 1896-1898 | Adele 1894-1898                                  | Adele 1894-1898                                                   | Fausto 1892-1979                                                  | Fausto 1892-1979                                         | Giulia 1890                                                     | Giulia 1890                                                     | Barbara 1891                         | Barbara 1891                         | Nina 1894-1918                        | Nina 1894-1918                        |
|                                                                                   |                                                                                   |                   |                   |                                                  |                                                                   |                                                                   |                                                          |                                                                 |                                                                 |                                      |                                      |                                       |                                       |
|                                                                                   |                                                                                   |                   |                   |                                                  |                                                                   |                                                                   |                                                          |                                                                 |                                                                 |                                      |                                      |                                       |                                       |
| GIACOMO 1930-1982                                                                 |                                                                                   |                   |                   |                                                  |                                                                   |                                                                   |                                                          |                                                                 |                                                                 |                                      |                                      |                                       |                                       |

## Stemma di famiglia
Lo stemma della famiglia Lechi è composto da una "pianta di leccio di verde uscente dalla punta di 3 rami sostenenti ciascuno - una aquila di nero coronata di oro - le 3 aquila poste 1, 2 le inferiori affrontate su azzurro - 2 leoni controrampanti di oro verso il tronco tutto su azzurro".

## Personaggi illustri
- Pietro (1691-1764), nobile bresciano definito dal Senato della Repubblica veneta come "pubblicamente benemerito". Fu lui che eresse la costruzione dello splendido palazzo Lechi a Montirone.
- Faustino (1730-1800), figlio di Pietro. Fu un grande mecenate soprattutto nel campo della musica e dell'arte (nel suo palazzo ospitò Leopoldo Mozart con il figlio Wolfgang Amadeus Mozart), grande collezionista d'arte raccolse la quadreria di famiglia. Tra i suoi figli vi furono militari e uomini politici, assorbirono lo spirito rivoluzionario napoleonico per poi contribuire alla liberazione d'Italia[7].
- Galeano (o Galliano) Lechi (1739-1797), conosciuto anche come il "Conte Diavolo"[8].
- Giuseppe Lechi (1766-1836), generale di Napoleone I nelle campagne d'Italia e di Spagna.
- Giacomo Lechi (1768-1845), politico repubblicano; fu tra i rappresentanti del Governo della Repubblica Bresciana e deputato ai Comizi di Lione, membro del Corpo Legislativo e della Consulta di Stato. Fu un noto amico di Stendhal, il quale scrisse anche di Montirone e della famiglia Lechi. A ricordo dei suoi ideali repubblicani presso il suo studio del palazzo di Calvisano egli amava tenere i ritratti di Washington e Lafayette.
- Teodoro Lechi (1778-1866), generale di Napoleone I, comandante della Guardia Reale Italiana.
- Luigi Lechi (1786-1867), letterato, umanista. Fu Presidente del Governo Provvisorio della Lombardia, Presidente dell'Ateneo bresciano e uno dei primi Senatori del Regno d'Italia (1860). Fu compagno di scuola di Alessandro Manzoni, nel suo archivio vi fu addirittura ritrovata un'opera inedita. Fu inoltre grande amico di Gioacchino Rossini.
- Francesca Lechi (1773-1806), di straordinaria bellezza e soprannominata "Fannì". Ammirata da Stendhal per i suoi magnifici occhi.
- Fausto Lechi (1892-1979), scrittore e storico.
- Luigi Lechi (1926-2010), notaio e mecenate. A lui e al fratello Piero è intitolata la Collezione omonima nel Museo Lechi di Montichiari.
- Piero Lechi (1930-2013), ingegnere e mecenate. A lui e al fratello Luigi è intitolata la Collezione omonima nel Museo Lechi di Montichiari.

## Dimore

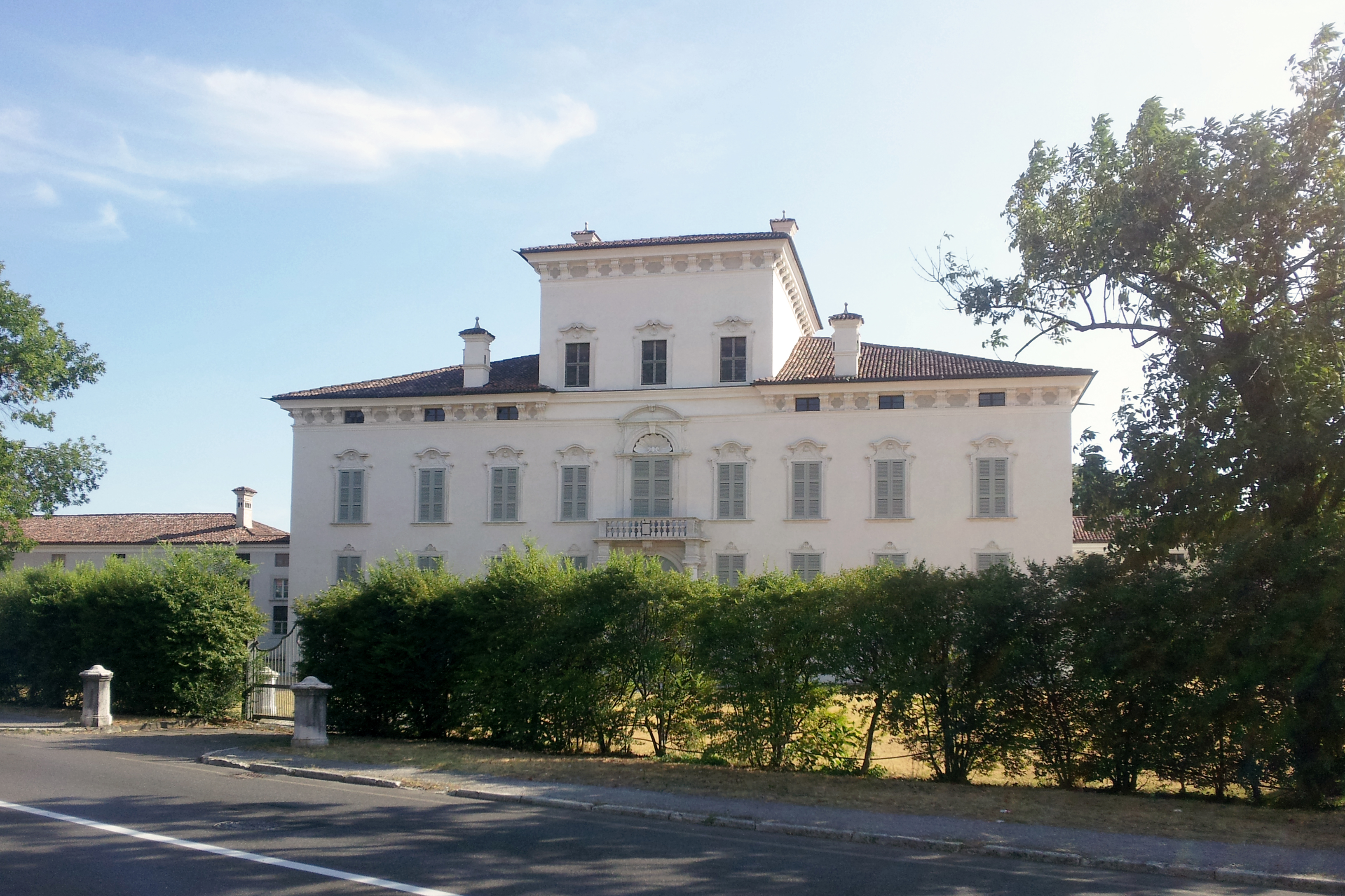
Palazzo Lechi a Montirone, principale dimora della famiglia

- Palazzo Lechi, Montirone
- Palazzo Lechi, Brescia
- Palazzo Lechi, Boldeniga
- Palazzo Lechi, Calvisano

### Musei
- Museo Lechi a Montichiari

## Opere letterarie
- Fausto Lechi, Le dimore bresciane in cinque secoli di storia, 1973[9]
- Fausto Lechi, L'agricoltura nella provincia di Brescia in Storia di Brescia IV, Brescia, 1964